# Доля
Доля в славянската митология е олицетворение на съдбата и участта, духът който защитава дома, принадлежностите, потомството, който носи щастие и успех. Той е дар от боговете, сила дадена на хората, за да преодолеят трудностите на живота.
Създаването на съдбата настъпва по време на раждането и съпровожда човек до смъртта му, в голяма степен определяйки неговите живот и личност. Всеки човек има индивидуална Доля, въпреки че тя може да бъде получена в наследство от баща му (макар че родни братя имат различни съдби)
Доля е невидима, но понякога може да се покаже под формата на жена или мъж, на куче, котка или мишка. Добрите Доли осигуряват успех в живота. Те могат даже да пазят невнимателни хора и прахосници, но от друга страна могат да разорят някой внимателен и пестелив човек. Вероятно може да съществува и отрицателният вариант – Недоля. Благосклонността на Доля (обръщане на посоката в случай на Недоля) може да се осигури чрез жертвена вечеря.